# 维利耶福
维利耶福（法語：Villiersfaux，法語發音：[viljefo]）是法国卢瓦-谢尔省的一个市镇，属于旺多姆区。

## 地理
维利耶福（47°44'58"N, 0°59'17"E）面积7.22 平方千米，位于法国中央-卢瓦尔河谷大区卢瓦-谢尔省，该省份为法国中北部省份，北起厄尔-卢瓦省，东北接卢瓦雷省，东南接谢尔省，南至安德尔省，西南接安德尔-卢瓦尔省，西北接萨尔特省。
与维利耶福接壤的市镇（或旧市镇、城区）包括：昂布卢瓦、乌赛、博斯地区于索、博斯地区马西伊、托雷拉罗谢特。

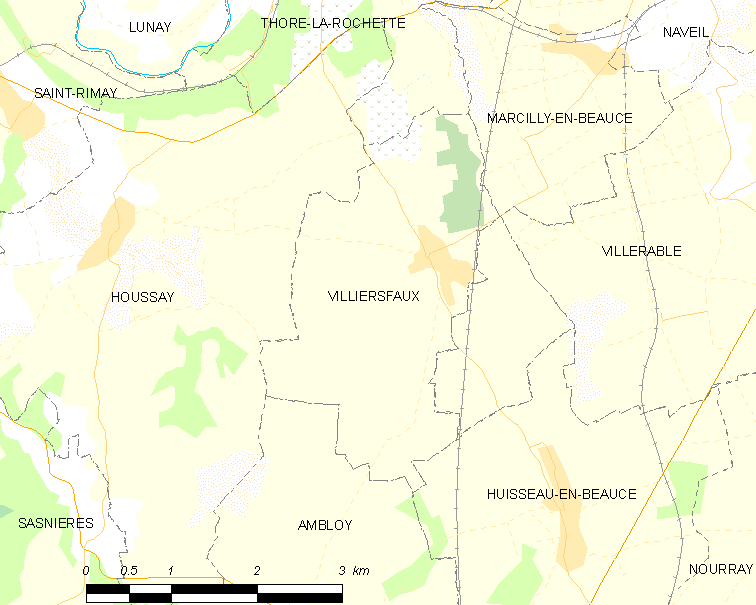
维利耶福的OSM定位图

维利耶福的时区为UTC+01:00、UTC+02:00（夏令时）。

## 行政
维利耶福的邮政编码为41100，INSEE市镇编码为41293。

## 政治
维利耶福所属的省级选区为卢瓦河畔蒙图瓦尔县。

## 人口

1962-2008年间维利耶福人口变化图示

维利耶福于2022年1月1日时的人口数量为246人。